# Potkraljevstvo Río de la Plata
Potkraljevstvo Río de la Plata (špa. Virreinato del Río de la Plata) bila je marionetska država Španjolskog kolonijalnog carstva u Južnoj Americi.
Utemeljeno je 1. kolovoza 1776. od nekoliko kapetanija i manjih državica Potkraljevstva Peru, na području današnjih država Paragvaja, Argentine, Urugvaja i Bolivije, s dugom obalom uz Atlantski ocean na istoku i Andama kao granicom na zapadu. Buenos Aires, grad na zapadnoj obali estuarija La Plata, izabran je za prijestolnicu potkraljestva umjesto predloženog urugvajskog grada Colonia del Sacramento, kojeg su u 16. stoljeću osnovali Portugalci.
Potkraljevstvo se od početka svoga postojanja nosilo s problemima. Budući da su Španjolci htjeli zaštiti svoj teritorij od Britanaca, Portugalaca i Nizozemaca koji su posjedovali manja zemljišta na ušću Río de la Plate, dolazilo je do čestih vojnih sukoba i političkih previranja koja su vodila do slabljena unutarnje sigurnosti. Reforme koje su uzdrmale tadašnju Burbonsku Španjolsku ostavile su značajnoga traga i na njezinim kolonijama. Što je vrijeme dalje odmicalo Španjolci su imale sve manje utjecaja i sve su se teže nosili s podizanjem nacionalnih svijesti potlačenih naroda Urugvajaca, Bolivijaca, Argentinaca i Paragvajaca.
No, prosvjetiteljske reforme pokazale su ili kontraproduktivnima ili prekasno donesenima za gušenje zahtjeva koloniziranih naroda. Stoga je cijela povijest potkraljevstva bila obilježena nemirima i nesuglasicama te političkom nestabilnosti, koja je pogodovala Britancima i njezinim saveznicima. Između 1780. i 1782. potkraljevstvo se borilo s valom pobuna mestika i urugvajskih indijanaca predvođenih Túpacom Amaruom II. Iako je Amaru bio pogubljen 1781., nemiri su trajali i tijekom sljedeće godine još jačim intezitetom. Tijekom gušenja tih pobuna ubijeno je preko 80.000 indijanaca i oko 10.000 kolonijalnih vojnika.
Početak propadanja potkraljevstva dogodio se 14. svibnja 1811., kada je Paragvaj proglasio neovisnost i odcjepljenje od kolonijalnih teritorija. Tome je prethodila Svibanjaska reolvucija tijekom 1810., nakon koje je prijestolnica potkraljevstva preseljena u Montevideo.
Nakon poraza od urugvajskih domoljubnih paravojnih snaga u bitci kod Las Piedrasa 16. svibnja 1811., izgubljena je kontrola nad većim dijelom urugvajskog teritorija te strateški važni gradovi u unutrašnjosti zemlje. Jedini gradovi koji su ostali pod kontrolom propadajućeg potkraljevstva bili su Colonia del Sacramento i Montevideo, koji je nakon dvogodišnjeg odolijevanja urugvajskoj opsadi pad 20. lipnja 1814. čime je potkraljevstvo prestalo postojati.

## Vanjske poveznice
|  | Zajednički poslužitelj ima još gradiva o temi Potkraljevstvo Río de la Plata |